# Chroodiscus australiensis
Chroodiscus australiensis är en lavart som beskrevs av Antonín Vězda och Helge Thorsten Lumbsch. 
Chroodiscus australiensis ingår i släktet Chroodiscus och familjen Graphidaceae. Inga underarter finns listade i Catalogue of Life.